# Laserprofilometrie
Die Laser-Profilometrie ist eine berührungslose Messmethode, um Oberflächenprofile mit einer Genauigkeit im µm-Bereich abzutasten.

## Messung

Laserprofilometer – Prinzipdarstellung eines Lasertriangulationssensors. Der Laserstrahl wird auf das Messobjekt projiziert. Das Objektiv bildet den Lichtfleck auf den CCD- oder PSD-Sensor ab. Eine Verschiebung des Objekts führt auch zu einer Verschiebung des Bildes auf dem Sensor.

Die Messmethode beruht auf dem Prinzip der Triangulation. Ein aufgefächerter Laser projektiert eine Laserlinie auf die zu vermessende Oberfläche. Die Laserlinie wird durch eine im Sensor verbauten Kamera Sensor beobachtet. Der Abstand des Messobjektes von der Laserlinie ist direkt proportional zur Position der Projektion auf der Bildebenen der Kamera.
Es existieren auch weitere Verfahren bei optischen Sensoren, die Defokussierung aufgrund von Rauheiten oder Strukturen ermitteln. Aus dem Differenzsignal kann die Höhendifferenz im Bereich von Mikrometern ermittelt werden. Mittels einer Mikrostelleinheit (Mikrospule oder Piezoelement) wird die Fokussiereinheit wieder auf Fokussierabstand zurückgestellt.
Die Laserprofilometrie kann nicht angewendet werden, wenn das zu untersuchende Material für das verwendete Laserlicht transparent ist.

## Anwendungen
Die Vermessung von Oberflächenprofilen wird in der Materialanalyse zum Beispiel der Vermessung von Reibflächen sowie in der Fertigungstechnik zur Qualitätssicherung eingesetzt. In der Medizin wird es unter anderem in der Dermatologie zur Diagnose von Hauterkrankungen eingesetzt.